# 小栉蚤
小栉溞（学名：Daphnia cristata）为溞科溞属的动物。分布于亚洲、欧洲、北美洲以及中国大陆的黑龙江等地，属于敞水区典型的浮游种类。其嗜寒性，一般生活于水库与湖泊中。